# Индустријска зона Черамике (Модена)
Индустријска зона Черамике је насеље у Италији у округу Модена, региону Емилија-Ромања.
Према процени из 2011. у насељу је живело 120 становника. Насеље се налази на надморској висини од 118 м.